# Manuel Díaz Escobar
Manuel Díaz Escobar (Oaxaca, 1919 - Ciudad de México, 10 de septiembre de 2008) alias El profesor y El zorro plateado fue un militar y funcionario público mexicano. Según investigaciones oficiales conformó, entrenó y dirigió grupos paramilitares como el Batallón Olimpia que actuó en la matanza del 2 de octubre de 1968 y Los Halcones que perpetraron la Matanza del Jueves de Corpus el 10 de junio de 1971.

## Trayectoria
Ingresó al Colegio Militar el 11 de mayo de 1937. Fue uno de los primeros militares mexicanos en ser entrenados en los Estados Unidos. Entre 1951 y 1954 fue agregado militar mexicano en ese país, sitio donde confluiría con otros militares mexicanos anticomunistas como Mario Ballesteros Prieto y Luis Gutiérrez Oropeza.
En 1966 fue designado subdirector de Servicios Generales del Departamento del Distrito Federal (DDF) por Alfonso Corona del Rosal, entonces regente de la capital mexicana. Desde ese puesto recibió la encomienda oficial de conformar, entrenar y liderar grupos paramiltares para la represión y persecución de movimientos sociales como los estudiantiles, obreros y campesinos opositores al gobierno de entonces. Muchos de los vinculados a delitos como homicidio, desaparición forzada, tortura y detención arbitraria encabezada por el estado mexicano aparecerían registrados en la nómina a cargo de Díaz Escobar en el DDF como los francotiradores que iniciaron la agresión al Ejército Mexicano el 2 de octubre de 1968 en la llamada Operación Galeana.
El funcionamiento de los grupos paramiltares con Díaz Escobar continuó con la gestión de Alfonso Martínez Domínguez en la regencia del DDF. Fotografías publicadas por el diario El Universal en 2004 y 2005 mostraron a Manuel Díaz Escobar vestido de traje negro en el campo de entrenamiento de los Halcones en la zona de San Juan de Aragón. Cometida la masacre el 10 de junio de 1971 por la noche Martínez Domínguez negaría la existencia de los Halcones atribuyendo el nombre a la jerga callejera. Cables oficiales del gobierno de los Estados Unidos desclasificados posteriormente como los de jefe de misión adjunto de la Embajada de Estados Unidos en México confirmaron días después la responsabilidad del gobierno en la existencia de los grupos represivos. Según Jack B. Kubisch en un cable diplomático el 17 de junio de 1971 los Halcones eran «un grupo represivo oficialmente financiado, organizado, entrenado y armado, cuyo propósito principal desde su fundación en septiembre de 1968 ha sido el control de los estudiantes de izquierda y antigobierno.» Kubisch también aclaró que la existencia y funciones de los Halcones era bien conocida entre el gobierno mexicano.
Díaz Escobar fue empleado del DDF hasta 1973, fecha en la que fue enviado como agregado militar a Chile y se dice que tras el golpe de Estado contra Salvador Allende colaboró con la dictadura de Augusto Pinochet. En 1979 Díaz Escobar fue condecorado por José López Portillo como General de División Diplomado de Estado Mayor por su trayectoria.